# Toftholm
Toftholm ligger ved Mørkøv kirkeby i Mørkøv Sogn i Holbæk Kommune, Region Sjælland, tidligere Tuse Herred, Tornved Kommune, Holbæk Amt
Hovedbygningen er opført i 1865-1870.
Toftholm Gods er på 211 ha

## Ejere af Toftholm
- (    -1492) Torben Bille
- (1492-1495) Else Aagesdatter
- (1495-    ) Gregers Jepsen Ulfstand
- (    -1521) Karl Bryske
- (1521-1568) Jørgen Bryske
- (1568-    ) Grethe Bryske
- (1583-    ) Hak Ulfstand
- (1616-1642) Otte Pedersen Brahe
- (1642-1666) Manderup Ottesen Brahe
- (1666-1668) Birgitte Trolle, gift Brahe
- (1668-1670) Kronen
- (1670-1671) Prins Jørgen
- (1671)      Christoffer Parsberg
- (1671-1681) Otto Pogwisch
- (1681-1708) Niels Benzon
- (1708-1737) Jacob Benzon
- (1737-1771) Andreas Lardorph
- (1771-1793) Christian Henrik Hvidt
- (1793-1795) Jens With
- (1795-1801) Ole Høyer
- (1801-1802) L.P. Ølbye
- (1802-1834) A. Dall
- (1834-1842) Jacob Dall
- (1842-1862) Emil Aspack Dall
- (1862-1871) Marius Jacob Neergaard Dinesen
- (1871-1933) Carl H. Hoppe
- (1933-1937) Ivar Hoppe
- (1937-1941) Boet efter Ivar Hoppe
- (1941-1963) V. M. Treschow
- (1963-    ) A.J. Pedersen
- (    -2013) Birgitte Hjelm Pedersen
- (2013-    ) Toftholm Landbrug ApS